# Museo Arqueológico Los Baños
El Museo Arqueológico Los Baños, que se halla en la ciudad de Alhama de Murcia (Región de Murcia, España), se inauguró el 24 de mayo de 2005, posee una sala de exposiciones temporales para realizar eventos y salas abovedadas del complejo termal. Dentro del museo se encuentran cuatro zonas: el mundo romano, las termas romanas, los baños islámicos y el Hotel Balneario del siglo XIX, y fuera se encuentra el jardín.  

## Historia
Primeramente fue reconocido el  24 de mayo de 2005 como Centro Arqueológico y después como Museo el 10 de mayo de 2008, pasando así a formar parte del Sistema de Museos de la Región de Murcia. 
Su objetivo es la protección y conservación de los restos arqueológicos que acogen más de 2000 años de historia. En este complejo hallamos las salas romanas, la reutilización de las mismas en el período islámico y cristiano y los restos del Balneario Hotel del siglo XIX.
Su nuevo edificio fue  diseñado por los arquitectos Alberto Ibero y Jesús López López, los cuales consiguieron crear un conjunto integrado por un edificio moderno, un espacio ajardinado y el antiguo complejo arquitectónico.  

### El Jardín
El Jardín es una espacio amplio en cuyo centro se encuentran tres pilas de agua, a su alrededor hay árboles y flores. Además, se ve el Castillo, el Museo y la Iglesia de San Lázaro Obispo.

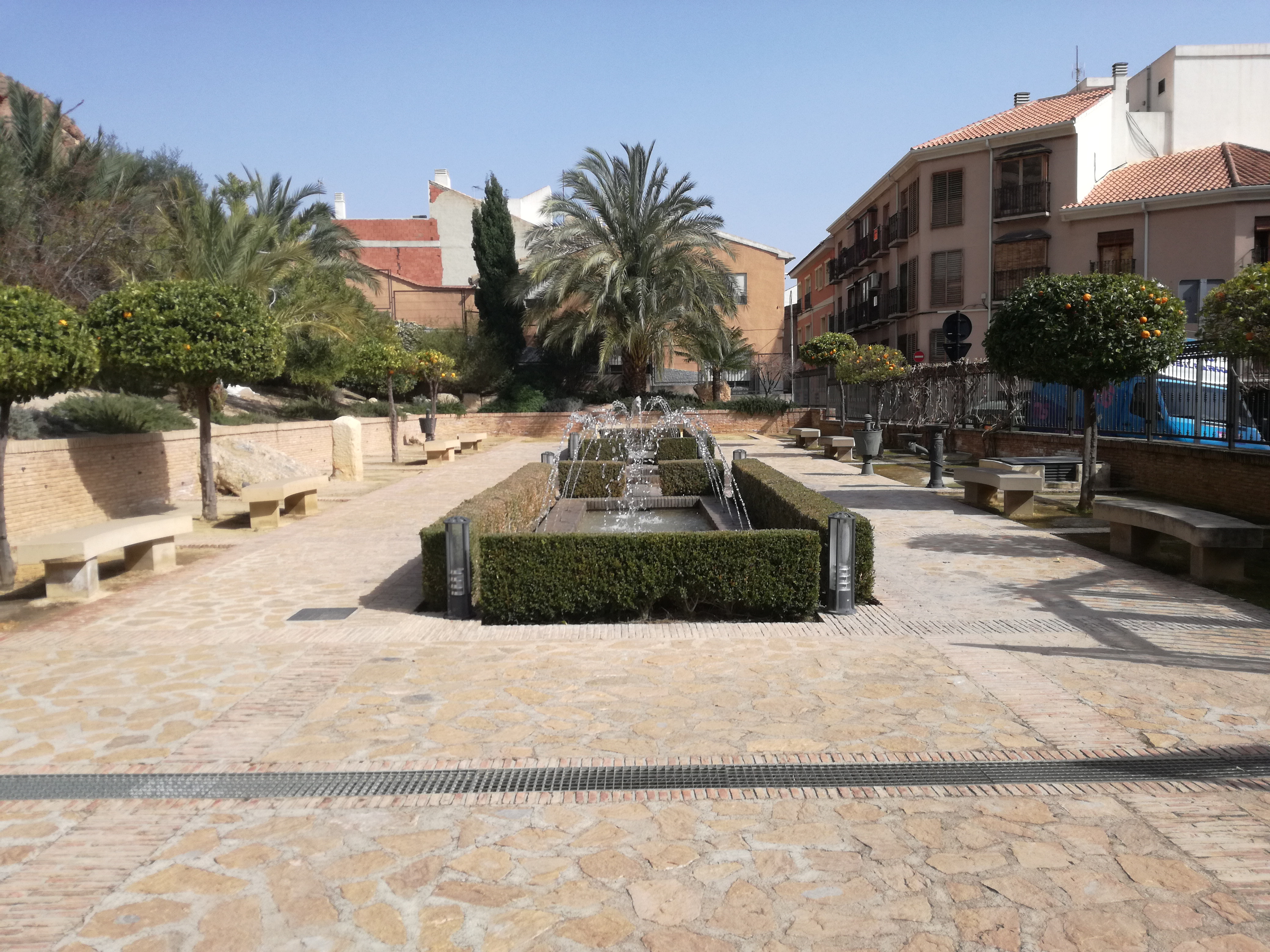
Jardín en cuyo centro se encuentra una fuente de agua

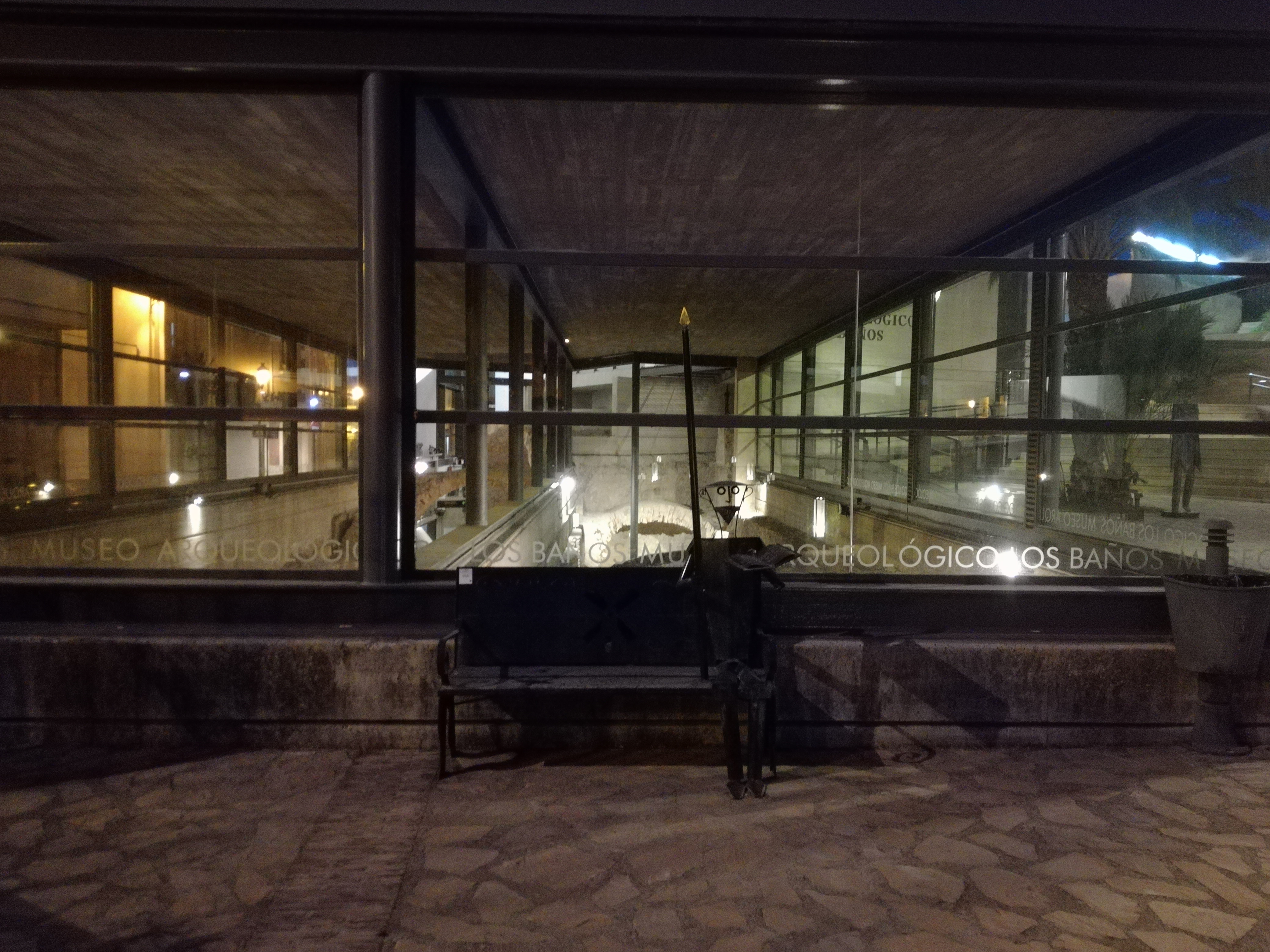
estatua en el banco

### El Mundo Romano
A la entrada del museo se exhibe el mosaico de la domus (casa romana urbana) de finales del siglo I d. C., hallado en la excavación de la plaza de la Iglesia de San Lázaro Obispo. Entre los hallazgos destaca el mosaico, fechado a principios del siglo II d. C., es de teselas blancas y negras, que simulan un molinete girando. A su lado se recuperaron también pinturas murales con rica policromía.

### Las Termas Romanas
Los romanos construyeron unas termas al pie del castillo para aprovechar el manantial de aguas termales que ya existía.Las thermaeconstituían un lugar de ocio para los romanos. Allí cuidaban del bienestar de su cuerpo y espíritu. Hay dos complejos: uno recreativo y otro para el baño medicinal, ambos complejos están separados para cada sexo. El segundo complejo, el baño medicinal, es el más importante , ya que constituye el centro del complejo.

### Los Baños Islámicos
Para el mundo islámico había dos tipos de baños: los baños usuales con regulación de temperatura y los baños mineromedicinales o termales que estaban relacionados con la religión. Había dos salas, una para mujeres y otra para hombres.
El nombre de Alhama significa: baño natural de aguas calientes.

### Hotel BalneariosigloXIX
Su construcción se realizó en 1848. Su arquitectura era ecléctica y clasista de tres plantas. En la segunda mitad del siglo XIX y primer cuarto del siglo XX se modernizó y atrajo a bañistas de otras partes de España. En los años treinta del siglo XX su popularidad se ve afectada por el cierre del manantial.